# Лауфей (міфологія)
Лаувей (норв. Lauvøy) або Наль (норв. Nål) — персонажка скандинавської міфології, мати Локі. Його часто згадують за матронімом — Локі Лаувеярсон (давньосканд. «Локі, син Лаувей») у «Поетичній Едді», а не за очікуваним традиційним патронімом Локі Фарбаутасон («син Фарбауті») — у міфології, де спорідненість зазвичай визначається через батька.

## Ім’я
Значення давньоскандінавського імені «Лаувей» остаточно не з’ясоване, але загалом вважається, що воно пов’язане зі словом «lauf» («листя, листяний покрив»), можливо, із додаванням суфікса «-ey» (що зустрічається у жіночих іменах, таких як «Б’ярґей» чи «Торей»), або ж походить від гіпотетичної богині-дерева «lauf-awiaz» («листяна»).
Оскільки ім’я її чоловіка «Фарбауті» означає «небезпечний ударник», деякі дослідники запропонували природничо-міфологічну інтерпретацію: блискавка вражає листя або голки дерева — і виникає вогонь.

## Згадки
У «Ґюльфагіннінґ»(«Оманювання Ґюльві»), Високий (Гарр) представляє Локі як сина Фарбауті, зазначаючи, що «Лаувей або Наль» — його мати, а його брати — Бюлейстр і Гельблінді. В інших частинах цього ж твору Локі згадується за матронімом Лаувейсон («син Лаувей»). Це трапляється ще двічі у «Ґюльфагіннінґ» і один раз у «Скальдскапармал».
У «Скальдскапармал» («Мова поезії») Локі також згадується як «син Фарбауті» або «син Лаувей».
Лаувей перелічена серед «асин'яр» (богинь) в одному з «тулурів» (поетичних списків), що, можливо, спричинило те, що її син Локі був «включений до асів», як зазначає Сноррі Стурлусон у «Ґюльфагіннінґ».
Наль згадується двічі у Прозовій Едді як «Лаувей або Наль»: один раз у «Ґюльфагіннінґ» і один раз у «Скальдскапармал».
У поемі «Саги про Серлі», Наль і Лаувей представлені як одна особа: «Вона була тендітна й слабка, і тому її називали Наль [Голка]». Проте, за словами дослідника Джона Ліндоу, «пізнє датування цього тексту викликає сумніви щодо достовірності цієї інформації».